# 貝里公爵夏爾-斐迪南
夏尔-斐迪南（法語：Charles-Ferdinand d'Artois，1778年1月24日—1820年2月14日），貝里公爵（法語：Duc de Berry），法國波旁復辟時期國王查理十世的次子，昂古萊姆公爵路易-安托萬的弟弟。1820年2月13日，他在携妻离开國立巴黎歌劇團时被反王室的波拿巴主义者路易·皮埃尔·卢韦尔刺伤，次日不治。

## 家庭
1816年，夏爾-斐迪南與兩西西里公主瑪麗·卡羅琳結婚，兩人共有2子2女：
- 路易絲·伊莉莎白（1817年—1817年），夭折
- 路易（1818年—1818年），夭折
- 路易絲（1819年—1864年），帕爾馬公爵夫人
- 亨利（1820年—1883年），遺腹子，尚博伯爵、波尔多公爵，法國正統派王位繼承人

除此之外，他與六名女人共生了9個非婚生子女（4子5女），其中的2子1女是遺腹子。